# Quadrium
 (mars 2016).
Si vous disposez d'ouvrages ou d'articles de référence ou si vous connaissez des sites web de qualité traitant du thème abordé ici, merci de compléter l'article en donnant les références utiles à sa vérifiabilité et en les liant à la section « Notes et références ».
table
Le quadrium ou quaternium[réf. nécessaire] est un isotope extrêmement instable de l'hydrogène : 4H.
Le quadrium est constitué d'un proton et de 3 neutrons.
Il a été obtenu en bombardant du tritium avec du deutérium.
Ses formes ionisées sont appelées  :
- l'ion quaternion[réf. nécessaire] (4H+)
- l'ion quaternide[réf. nécessaire] (4H−)

La demi-vie de cet isotope est de 1,39 × 10−22 seconde.